# Зентарский, Ромуальд Григорьевич
Ромуальд Григорьевич Зентарский (1831 или 1829, Вымыслин, Липновский повет — 1874[…], Варшава, Российская империя[…]) — российский композитор, органист, дирижёр и музыкальный педагог; автор ряда музыкальных пособий.

## Биография
Ромуальд Зентарский родился в 1829 году в деревне Вымыслин, Плоцкой губернии. Первоначальное образование получил в Пултуске и в юности собирался посвятить свою жизнь служению церкви; когда же, по семейным обстоятельствам, ему не удалось осуществить эту мысль, он занялся изучением музыки в Варшавском музыкальном институте под руководством Томаша Наполеона Нидецкого и Юзефа Эльснера (гармония и контрапункт).
После окончания института посетил Прагу и в Париж, где совершенствовал исполнительское мастерство и по возвращении в польскую столицу занялся преподаванием музыки и композицией.
С 1852 года Зентарский состоял профессором григорианского пения в Варшавской консерватории и преподавателем института глухонемых и слепых, где приложил немало усилий в деле развития музыкального образования.
Среди многочисленных композиций Зентарского лидирующее место занимают духовные произведения: симфонии, оратории, молитвы и церковные песни, аранжированные для фортепиано, органа, оркестра и пения.
С 1860 года стал выходить в свет отдельными выпусками трёхтомный труд Зентарского под заглавием: «Muzyka kościelna, chóralna i figuralna», представляющий обширное собрание церковных песен и гимнов с приложением собственных композиций. Примерно тогда же времени были напечатаны и его «Pienia religijne» (Miserere, Libеra me Domine), написанные для двух хоров и духового оркестра.
Заметное место среди музыкальных произведений Зентарского занимают и светские песни, написанные на слова Сырокомли, Поля, Гиллера и других поэтов. Всего у Зентарского насчитывается более шестисот композиций.
В качестве опытного музыкального педагога, он составил два руководства: одно для игры на фортепиано и другое для игры на органе.
Ромуальд Григорьевич Зентарский умер в 1874 году в городе Варшаве.
Его сын Виктор (род. 1854) пошёл по стопам отца и тоже стал композитором.